# 皇家馆

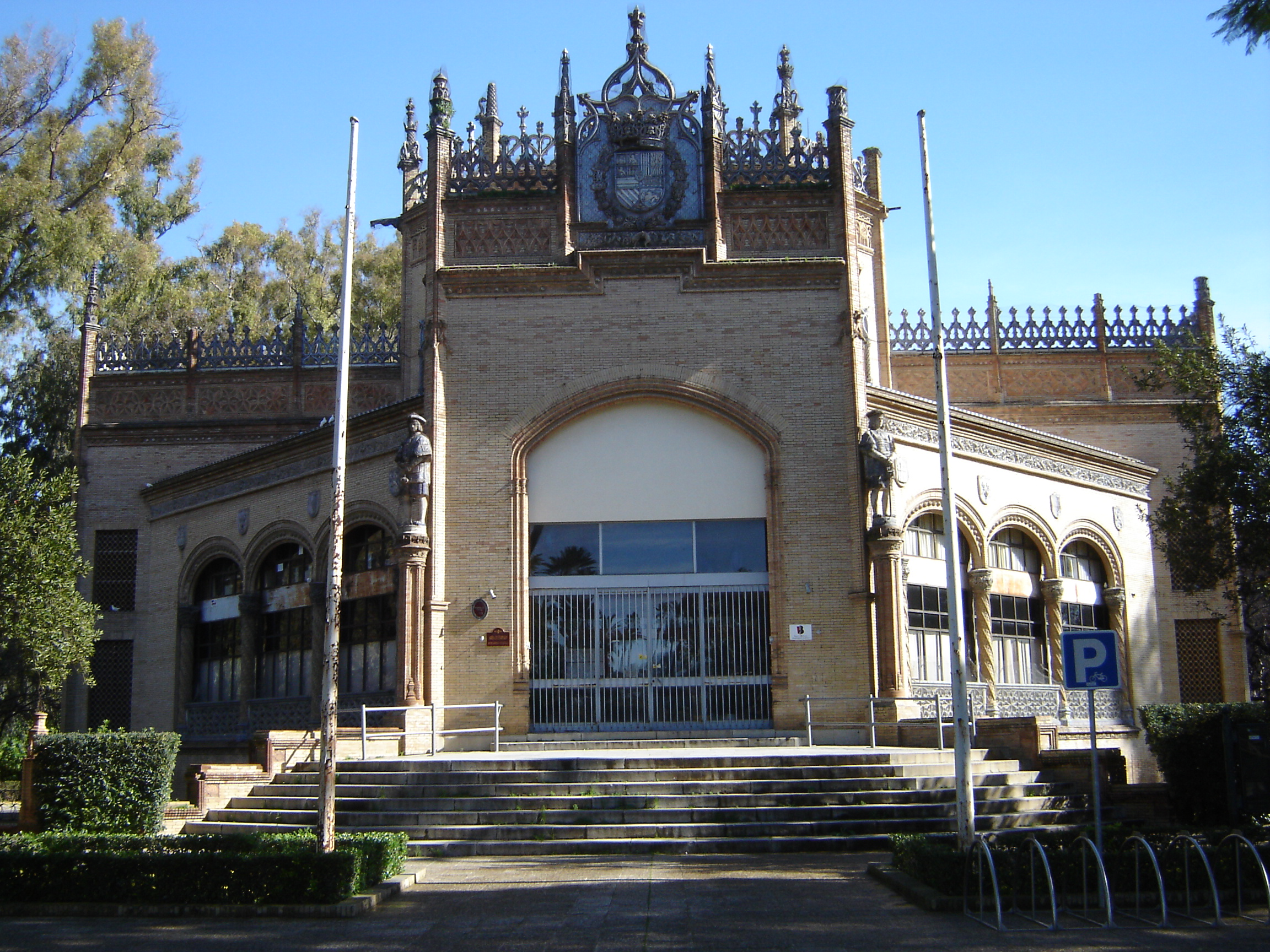
皇家馆

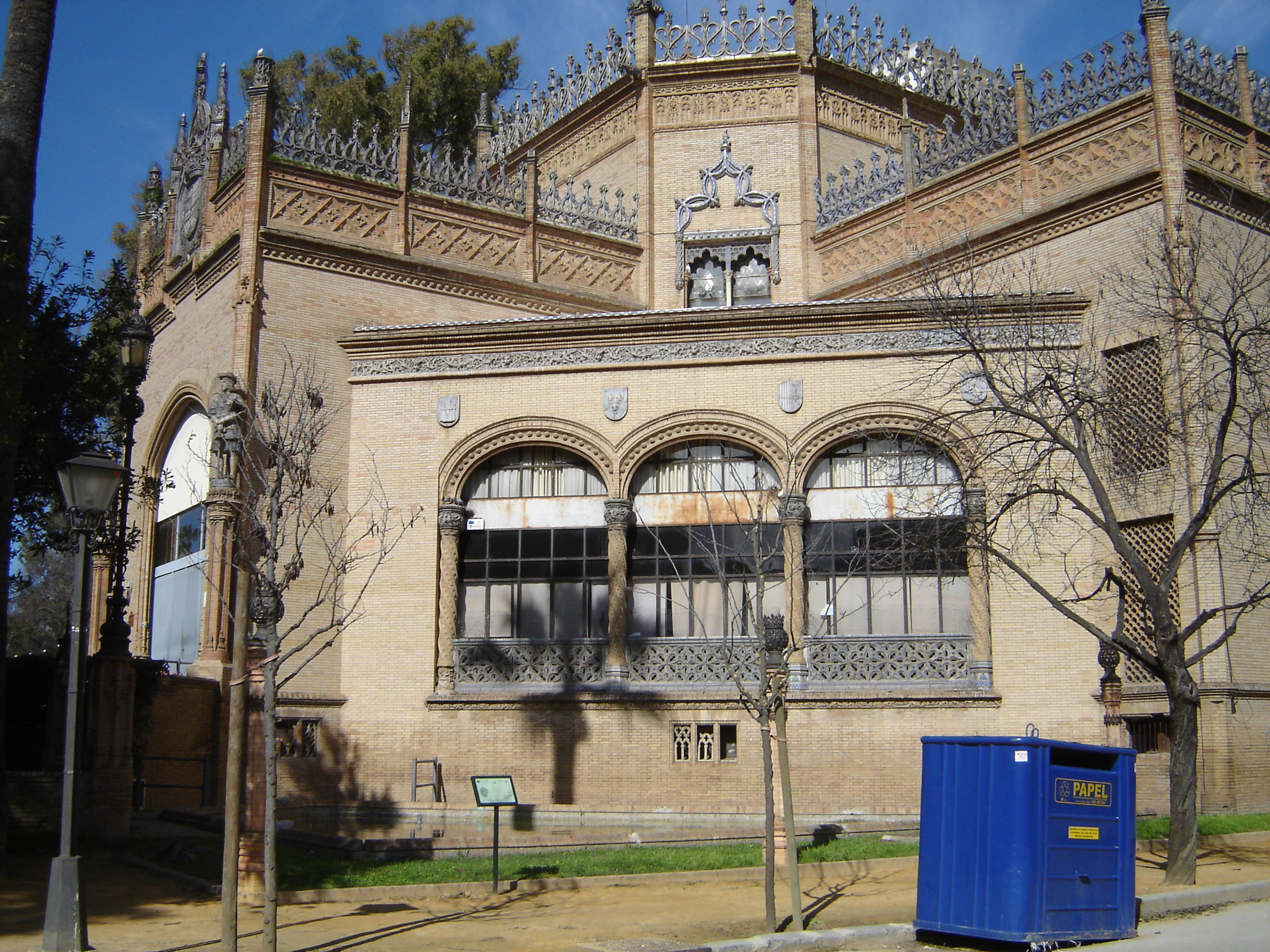
皇家馆

皇家馆（Pabellón Real）位于塞维利亚玛丽亚路易莎公园的美洲广场，于1911年和1916年之间，为1929年伊比利亚-美洲博览会而建，由阿尼巴尔·冈萨雷斯设计，风格为华丽的哥特式。
展会期间，此馆展出王室的艺术收藏。两侧分别为穆德哈尔馆和美术馆，即今日的 塞维利亚艺术与传统博物馆和塞维利亚考古博物馆。